# ديفيد بروستر (صحفي)
ديفيد بروستر (بالإنجليزية: David Brewster)‏ هو صحفي أمريكي، ولد في 26 سبتمبر 1939.